# Diebolt-Vallois
Diebolt-Vallois is een champagnehuis in Cramant. Het huis verwerkt vooral de druiven van de chardonnay uit Cramant. Het huis bestaat sinds de late 19e eeuw. De cuvée de prestige van het huis is de "Fleur de Passion".
Het huis verkoopt zes champagnes:
- De Fleur de Passion is een van uitsluitend chardonnay gemaakte blanc de blancs. De druiven komen uit de wijngaard Les Buzons in de grand cru-gemeente Cramant in de Côte des Blancs. De wijnstokken in deze wijngaard zijn gemiddeld zestig jaar oud. De wijn wordt op hout gelagerd, mag geen malolactische gisting ondergaan en wordt niet gefilterd. De dosage suiker is slechts 6 tot 8 gram per liter.
- De Prestige is gemaakt van chardonnay uit de grand cru-gemeenten Cramant, Chouilly en Le Mesnil-sur-Oger. De wijn is in roestvrijstalen vaten gegist en werd daarna na de malolactische gisting nog drie jaar op houten vaten gelagerd. Deze réserve werd aangevuld met wijnen van eerdere oogsten die de kelders werden bewaard. De dosage in de liqueur d'expédition is 6 tot 8 gram per liter. De grond waarop de druiven groeiden is bijzonder; het is massieve kalksteen bedekt met een dunne laag rotsen, die het zonlicht reflecteert.
- De Millésime is als millésime gemaakt van de druiven van een enkele oogst. Dat gebeurt alleen in de beste wijnjaren. De druiven komen uit Cuis (60%), Chouilly, Epernay en van jonge wijnstokken in Cramant. De wijn werd na de malolactische gisting gebotteld.
- De Blanc de Blancs is een millésime; een witte wijn van witte druiven. Het is ook een "blanc de blancs". De gebruikte chardonnay komt uit Cuis (60%), Chouilly, Epernay en jonge wijnstokken uit Cramant. Alle verwerkte druiven zijn in hetzelfde jaar geoogst. Een dergelijke millésime kan alleen in goede wijnjaren worden gemaakt. De wijn werd na de malolactische gisting gebotteld. De dosage is 6 tot 8 gram per liter.
- De Rosé is een roséchampagne van druiven uit les Toulettes in Epernay. Men verwerkte 63% pinot noir, 27% chardonnay en 10% pinot meunier. De roze kleur ontstond door vermenging met rode wijn uit de grand cru-gemeente Bouzy. De wijn werd na de malolactische gisting gebotteld. De dosage is 7 gram per liter.
- De Tradition werd van 40% chardonnay, 30 tot 40% pinot noir en 20 tot 30% pinot meunier van verschillende jaren en wijngaarden gemaakt. De dosage is 6 tot 8 gram per liter.